# Cockney
Um cockney, no sentido menos estrito da palavra, é um habitante do East End de Londres. Esta área é composta pelos distritos de Aldgate, Bethnal Green,  Bow, Hackney, Limehouse, Mile End, Old Ford, Poplar, Shoreditch, Stepney, Wapping e Whitechapel. De acordo com uma antiga tradição, a definição limita-se àqueles que nascem ao soarem os sinos de Bow, ou seja, os sinos da igreja de St. Mary-le-Bow, Cheapside.
O termo utilizou-se assim desde 1600, quando Samuel Rowlands mencionava "um Cockney dos sinos de Bow" (a Bow-bell Cockney) na sua obra satírica The Letting of Humours Blood in the Head-Vaine. John Minsheu (ou Minshew) foi o primeiro lexicógrafo que definiu a palavra com este sentido, na sua obra Ductor in Linguas de 1617. No entanto, as etimologias que nos apresentava (de 'cock' e 'neigh' ou do latim incoctus) eram meras suposições. Tempos depois, o Oxford English Dictionary explicou definitivamente o conceito e determinou a sua origem em cock e egg, sendo o seu primeiro significado um ovo de forma rara (1362), depois uma pessoa ignorante de modos rústicos (1521) e mais tarde o significado atual.
A igreja de St. Mary-le-Bow foi destruída durante o Grande Incêndio de Londres e foi reconstruída por Christopher Wren. Dado que os sinos foram destruídos em 1941 durante a Segunda Guerra Mundial pelos bombardeamentos da Alemanha nazi e não foram substituídos senão em 1961, houve um período no qual se pode afirmar que não nasceram Cockneys 'verdadeiros'.
Os falantes Cockney têm um dialeto e sotaque distintos e com frequência empregam o calão rimado Cockney, como a cantora Adele.
Os seguintes são exemplos de Cockneys em obras de ficção:
- Eliza Dolittle, em Pigmaleão, de George Bernard Shaw (ver também My Fair Lady).
- Liza de Lambeth, novela de William Somerset Maugham.
- A Laranja Mecânica, livro de Anthony Burgess.
- Lock, Stock and Two Smoking Barrels, filme de Guy Ritchie.
- Snatch, filme de Guy Ritchie.